# Maureen Mwanawasa

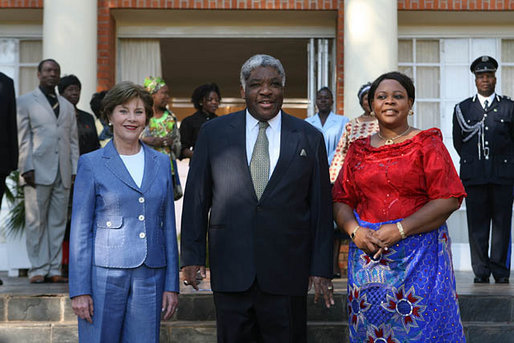
Đệ nhất phu nhân Maureen Mwanawasa cùng chồng, Tổng thống Levy Mwanawasa và Đệ nhất phu nhân Hoa Kỳ Laura Bush vào tháng 6 năm 2007.

Maureen Mwanawasa (sinh ngày 28 tháng 4 năm 1963 và qua đời vào ngày 13 tháng 8 năm 2024) là một chính trị gia Zambia và cựu Đệ nhất phu nhân Zambia từ năm 2002 đến 2008. Bà là góa phụ của cựu Tổng thống Levy Mwanawasa, người đã chết trong văn phòng năm 2008.

## Tiểu sử
Đầu năm 2006, Mwanawasa được coi là ứng cử viên tiềm năng cho chức tổng thống của đất nước, nhưng sau cái chết của chồng, bà đã không nộp đơn như một ứng cử viên tiềm năng để đại diện cho đảng của chồng mình trong cuộc bầu cử. Tuy nhiên, bà đã bất ngờ đụng độ Michael Sata của Mặt trận Yêu nước khi anh đến để tỏ lòng kính trọng với bà tại đám tang của chồng bà, dẫn đến việc Sata bị buộc rời khỏi cơ sở.
Bà là cựu chủ tịch của Tổ chức các Đệ nhất phu nhân châu Phi chống lại HIV/AIDS và là người sáng lập ra Sáng kiến Cộng đồng Maureen Mwanawasa (MMCI) năm 2002. Bà cũng là chủ sở hữu chung của Mwanawasa & Company, công ty luật của chồng bà, cho đến khi anh tham gia chính trị và rời bỏ hoạt động tư nhân.
Mwanawasa là Nhân Chứng Giê-hô-va, nhưng vào năm 2001, bà đã bị trục xuất vì tích cực tham gia vào chính trị.

## Sự nghiệp chính trị
Vào tháng 5 năm 2016, Mwanawasa tuyên bố ứng cử vào chức Thị trưởng điều hành Lusaka dưới sự bảo trợ của Đảng Phát triển Quốc gia (UPND) trong cuộc tổng tuyển cử năm 2016 được tổ chức vào ngày 11 tháng 8 năm 2016. Mwanawasa, người đã nộp các giấy tờ đề cử của mình vào ngày 30 tháng 5 năm 2016, đã nhận được sự chứng thực của cựu Tổng thống và Phó Tổng thống Guy Scott, cũng như các cựu nghị sĩ Sylvia Masebo và Obingly Mwaliteta. bà ấy cam kết sẽ ngăn chặn sự bùng phát dịch tả của thành phố và thiếu nước nếu được bầu. Mwanawasa cũng hứa sẽ dọn sạch các vấn đề rác thải và rác thải kinh niên của thành phố bằng cách tạo ra một hệ thống thu gom rác hiện nay, nói rằng "Mọi nơi bạn nhìn quanh ở Lusaka, đều có rác và điều này sẽ thay đổi bắt đầu từ tuần này khi chúng ta thành lập chính phủ. Không có cách nào thành phố xinh đẹp của chúng ta có thể nổi trên rác... Mức độ xử lý rác bừa bãi ở thành phố Lusaka là đáng báo động. Khi bạn ở trên đường phố Lusaka, bạn nhìn về phía tây bạn thấy rác, bạn nhìn về hướng đông bạn thấy rác, bạn nhìn về phía bắc, đó là rác, bạn nhìn về phía nam là rác. Điều này là không thể chấp nhận được. Bạn có muốn nó nếu ngôi nhà của bạn chứa đầy rác và có mùi hôi xung quanh? Câu trả lời là không. Chúng ta cần giữ gìn vệ sinh và giữ sức khỏe. Bổn phận của chúng tôi là giữ cho thành phố của chúng tôi sạch sẽ không chỉ đối với chúng tôi mà còn đối với những người đến thăm thành phố của chúng tôi và cho cả các thế hệ tương lai. " 
Mwanawasa đứng thứ hai trong cuộc bầu cử thị trưởng Lusaka vào ngày 11 tháng 8, thua ứng cử viên của Mặt trận Yêu nước (PF), Wilson Kalumba.  Kalumba đã giành chiến thắng trong cuộc bầu cử với 270.161 phiếu bầu, trong khi Mwanawasa đứng ở vị trí thứ hai với 150.807 phiếu bầu.